# Мисливський палац Ґруневальд
Мисливський палац Ґруневальд (нім. Jagdschloss Grunewald) — найдавніший зі збережених палаців Берліна, розташований на південно-східному березі Ґруневальдського озера в районі Далем. Палац є однією з 32 історичних будівель, які належали Гогенцоллернам в Берліні та Бранденбурзі.

## Історія

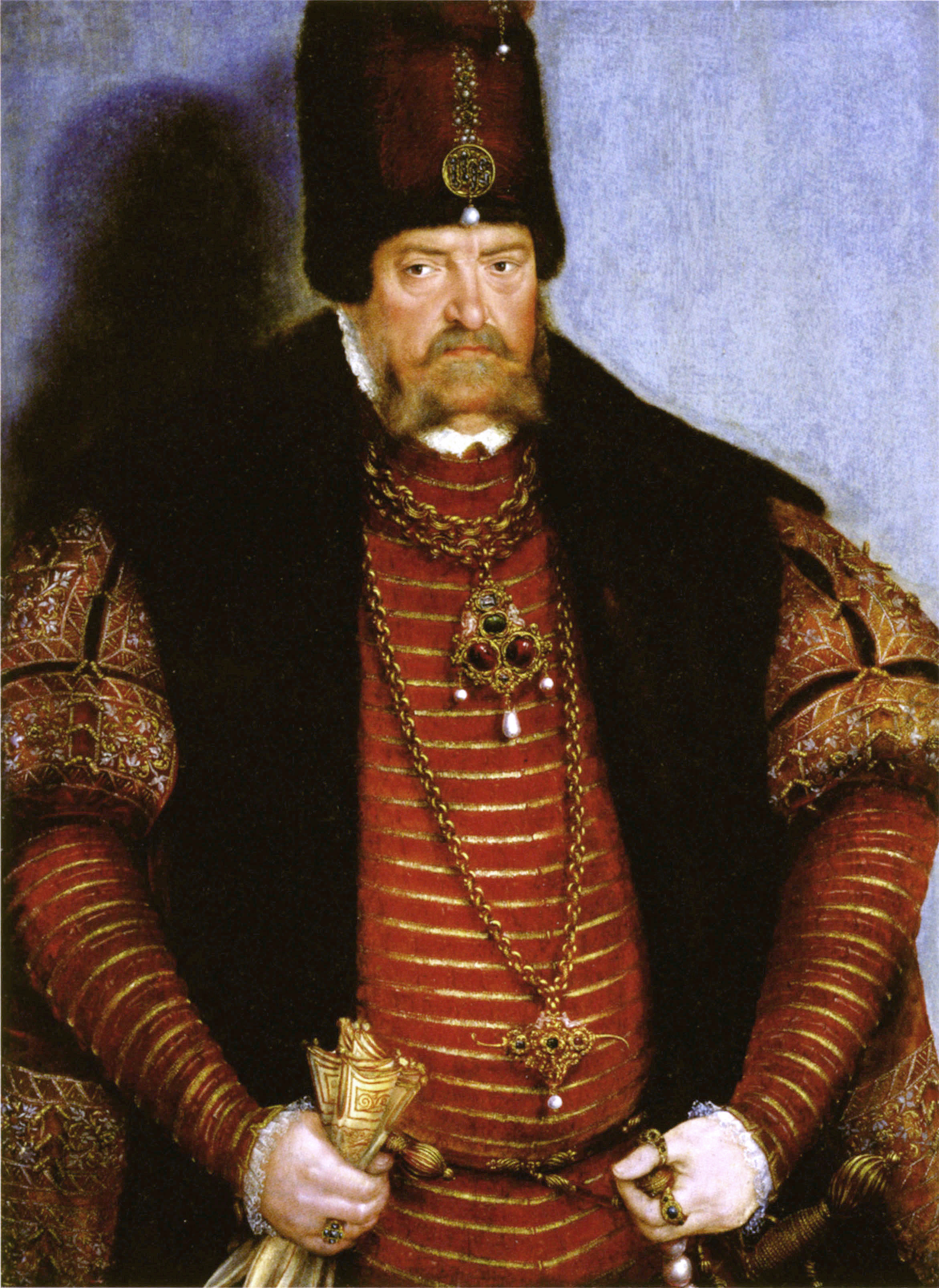
Курфюрст Йоахім II. Картина Лукаса Кранаха

Мисливський палац збудовано на замовлення бранденбурзького курфюрста Йоахіма II Гектора, в 1542-1543 роках, ймовірно за проєктом архітектора Каспара Тайссена. Будівлю збудовано в стилі раннього Відродження під назвою «Zum grünen Wald», що дало назву всьому Груневальдському лісу. Ремонтні роботи, проведені в 1705 — 1708 роками за часів правління Фрідріха I, першого короля Пруссії, придворним архітектором Мартіном Грюнбергом. У результаті все первісне оздоблення було знищено, палац набув елементів бароко. Саме через палац Ґруневальд з'явилася найзнаменитіша вулиця Берліна Курфюрстендамм. Пішохідна стежка на місці майбутньої вулиці з'явилася в 1542 році, по ній курфюрсти їздили верхи з берлінського Міського палацу в мисливський палац. 
З 1800 року змінилася назва палацу, він став називатися Ґрунвальд, як і прилеглі до нього землі.
З 1932 року палац знаходиться у веденні Фонду прусських палаців і садів Берліна-Бранденбурга, використовується як музей. Нині музей що складається з палацового комплексу, етнографічного та зоологічного музею. Східне крило палацу займає маленький Лісовий музей, експозиція якого присвячена лісам та історії лісництва. Споруда прекрасно збереглась. 
Крім численних картин Лукаса Кранаха Старшого і його сина в експозиції музею палацу Ґруневальд представлені твори нідерландського та німецького живопису XV-XIX століть серед яких є полотна Рубенса і Ван Дейка. Відвідувачі можуть також оглянути єдиний у Берліні зал епохи Ренесансу.
У флігелі з 1977 року працює виставка мисливських аксесуарів. Серед експонатів представлені картини, в тому числі портрет курфюрста Йоахіма II, меблі, порцеляна.
Вхідна плата становить 2 євро, пільговий квиток 1,5 євро. Музей працює з початку квітня по кінець жовтня з вівторка по неділю з 10 ранку до 6 вечора, вихідний день у понеділок.

## У кінематографі
У 1967 році Едгар Воллес фільмував в палаці стрічку «Блакитна рука», з Клаусом Кінскі в головній ролі. Пізніше Пітер Гант знімав тут фільму «Дикі гуси 2».